# Пи Ди Џејмс
Филис Дороти Џејмс (енгл. Phyllis Dorothy James, Baroness James of Holland Park; Оксфорд, 3. август 1920 – Оксфорд, 27. новембар 2014) била је енглеска списатељица детективских романа. Створила је лик вишег инспектора Адама Далглиша, детектива, каваљера, песника, љубитеља џеза и аутомобила марке „Јагуар”.

## Живот и каријера
Филис Дороти Џејмс рођена је 3. августа 1920. у Оксфорду. Завршила је Високу девојачку школу у Кембриџу. Од 1949. до 1968. радила је у Здравственој социјалној служби. Из ове службе прелази у Министарство унутрашњих послова, најпре у полицију а затим у Одељење за креирање политике у борби против криминала. Радећи на овим местима стекла је богато искуство, које је касније искористила пишући своје романе. Такође је била у служби и као мировни судија у Мидлсексу и Лондону. Пуних 50 година била удовица, а деценијама пре тога муж јој је био у психијатријској болници, па је била принуђена да сама издржава породицу (имали су две кћерке).
Била је чланица Краљевског књижевног друштва, као и Краљевског друштва за књижевност и уметност. Такође је била члан Уметничког већа, где је била председница Књижевног саветодавног панела. Била је у Управном одбору Би-Би-Си-ја, и у Управном одбору Британског савета. Као ауторка детективских романа, добитница је бројних награда у Британији, Америци, Италији и Скандинавији. Била је почасна чланица многих британских универзитета. Године 1997. изабрана је за председницу Удружења књижевника. Године 1983. одликована је Орден Британског краљевства (Order of the British Empire), а захваљујући свом списатељском раду 1991. године стекла је титулу Баронеса Џејмс од Холанд Парка.
Филис Дороти Џејмс умрла је 27. новембра 2014. и иза себе, осим омање полице књига које је написала, оставила две ћерке, унуке и праунуке.

## Књиге П. Д. Џејмс
Филис Дороти Џејмс почела је да пише и објављује релативно касно. Свој први роман о случајевима детектива Далглиша, „Пекријте јој лице” (Cover Her Face) објавила је 1962. године. Осим 14 романа у којима је главни јунак полицијски инспектор Адам Далглиш, Пи Ди Џејмс написала је и два романа у којима је главна јунакиња Кордилија Греј, као и три издвојене књиге, невезане за своје препознатљиве ликове. Писала је у најбољем маниру писаца мистерија у периоду између два светска рата. Кроз своје добро изграђене ликове бавила се савременим проблемима какви су дрога, злостављање деце, нуклеарно загађење и тд. Заузела је важно место међу писцима тзв. „енглеског кримића”, оног чија је родоначелница Агата Кристи. Њене књиге продате су у милионским тиражима широм света, а многе су доживеле филмску и телевизијску адаптацију.

## Филм и телевизија
Попут већине класичних британских кримића, и књиге Пи Ди Џејмс доживеле су телевизијске адаптације.
- Прве телевизијске обраде појавиле су се почетком 80-их, двадесетак година пошто је она почела да објављује своје књиге. Готово сви њени романи са Адамом Далглишом и Кордилијом Греј у главној улози екранизовани су.
- Осим ових серијала 2006. године Алфонсо Куарон режирао је према њеном роману „Деца човечанства” (The Children of Men) истоимени филм, са Клајвом Овеном, Мајклом Кејном и Џулијаном Мур у главним улогама.
- Године 2013, само две године по објављивању романа, Би-Би-Си је екранизовао „Смрт стиже у Пемберли” (Death Comes to Pemberley), њен последњи роман[3] својеврсни крими-наставак чувеног романа Џејн Остин „Гордост и предрасуда”.[1]

## Преводи у Србији и региону
За време СФРЈ П.Д. Џејмс из неког разлога дуго није била превођена. Тек крајем 80-их година 20. века загребачка издавачка кућа „Младост” објављује два романа:
- Склоност према смрти (1988) и
- Црна кула (1989).

У Хрватској је, почевши од 90-их, преведен добар део њеног опуса. У Србији су до сада преведена њена прва два романа:
- Прекријте јој лице (2009) и
- Убиствени ум (2010).